# Liwā' al Ḩasā
Liwā' al Ḩasā (arabiska: لواء الحسا) är ett departement i Jordanien.   Det ligger i guvernementet Tafilah, i den centrala delen av landet, 130 km söder om huvudstaden Amman.